# Indostomus crocodilus
Indostomus crocodilus (lat. crocodilus – Krokodil) ist eine von zwei 1999 neu beschriebenen Arten der bis dahin monotypischen Fischgattung Indostomus. Schon vor der Erstbeschreibung wurde die Spezies vom Aquaristikhandel ab 1994 aus Thailand exportiert, einzelne Exemplare gelangten auch schon vorher durch Individualimporte von Aquarianern nach Europa. Diese Fische wurden allerdings Indostomus paradoxus zugerechnet, daher beziehen sich einige ältere Publikationen über die Reproduktion von I. paradoxus in Gefangenschaft wahrscheinlich auf die hier beschriebene Art. Das Artepitheton soll auf die krokodilartig anmutende Erscheinung hinweisen.

## Verbreitung und Lebensraum
Der Holo- und die Paratypen stammen aus einem Schwarzwasserfluss in der thailändischen Provinz Narathiwat. Die Tiere wurden zwischen Unterwasserpflanzen in Grundnähe gefangen.

## Erscheinung
I. crocodilus bleibt sehr klein und erreicht nur eine Standardlänge von etwa 2,5 Zentimetern. Den Körper bedecken mit gezackten Graten überzogene Knochenplatten deren Anordnung jener der anderen beiden Gattungsvertreter, I. paradoxus und I. spinosus, entspricht. Auf dem Rücken liegen 21 gelegentlich 22 Schilde, Seiten und Bauch werden von 22, oder seltener 23, Platten bedeckt. Wie bei den anderen Indostomus ziehen sich gezackte Knochenkämme über Kopf und Schultergürtel, allerdings weniger stark gezahnt als bei I. spinosus und mit deutlicherer Zahnung als bei I. paradoxus. Der hintere Rand der Kiemendeckel läuft in sechs oder sieben von unten nach oben größer werdenden Spitzen aus. Davon befinden sich die oberen fünf oder sechs jeweils am Ende eines über den Kiemendeckel verlaufenden gezackten Grates. Vor der weichstrahligen Rückenflosse stehen vier bis fünf Stacheln. Die äußeren Strahlen der Brustflossen der männlichen Fische sind geschwungen und länger als die nahezu geraden Flossenstrahlen ihrer weiblichen Artgenossen.
Neben der unterschiedlich ausgeprägten Ornamentierung auf Kopf und Schultergürtel grenzt sich I. crocodilus auch durch die Farbgebung von seinen nahen Verwandten ab. Die Bauchseite und insbesondere die Unterseite des Kopfes sind im Unterschied zu I. spinosus heller pigmentiert. Adulte Männchen tragen außerdem auf Rücken- und Afterflosse deutliche dunkelbraune bis schwarze Streifen, die den männlichen I. paradoxus entweder ganz fehlen oder nur bei sexuell aktiven Männchen schwach ausgeprägt sind.
Flossenformel: Dorsale IV–V/6, Anale 6, Pectorale 22–24, Ventrale 4, Caudale 12

## Belege
1. 1 2 3 4 5  Ralf Britz, Maurice Kottelat: Two new species of gasterosteiform fishes of the genus Indostomus (Teleostei: Indostomidae). In Ichthyological Exploration of Freshwaters. Volume 10, Nr. 4, 1999, ISSN 0936-9902. S. 333